# Zampo y yo
Zampo y yo és una pel·lícula espanyola de 1965 dirigida per Luis Lucia Mingarro i protagonitzada per Ana Belén i Fernando Rey.

## Argument
Ana Belén és una nena benestant del Madrid dels 60. Òrfena de mare, el seu pare no li presta massa atenció, per la qual cosa un dia decideix anar-se a veure una funció de circ. Allí coneix a un nen, Manolo, i al pallasso Zampo, que es faran molt bons amics seus i que resulta ser el seu oncle.

## Curiositats
- Va ser un fracàs total en el seu moment, però ha tingut èxit televisiu posteriorment a l'ésser el primer treball d'Ana Belén.[2]
- En aquesta pel·lícula va ser on li van donar a María del Pilar Cuesta Acosta el sobrenom d'Ana Belén, que al principi anava a ser María José.

## Premis
Medalles del Cercle d'Escriptors Cinematogràfics
| Categoria   | Candidat                                                 | Resultat   |
| ----------- | -------------------------------------------------------- | ---------- |
| Millor guió | Luis Lucia Leonardo Martín Joaquín Parejo Díaz Raúl Peña | Guanyadors |